# Phare de Pedaso
Le phare de Pedaso (en italien : Faro di Pedaso) est un phare situé au sud de Pedaso, dans la région des Marches en Italie. Il est géré par la Marina Militare.

## Histoire
Le premier phare, mis en service en 1877, a été démoli après avoir été lourdement endommagé par les troupes allemandes à la fin de la seconde guerre mondiale. Le phare actuel, mis en service en 1950, se trouve à environ 1.5 km de Pedaso. Relié au réseau électrique il est entièrement automatisé.

## Description
Le phare  est une tour cylindrique en béton avec contreforts de 22 m de haut, avec galerie et lanterne, surmontant une maison de gardien de deux étages. Le phare est totalement blanc et le dôme de la lanterne est gris métallique. Il émet, à une hauteur focale de 51 m, trois éclats blancs toutes les 15 secondes, émettant la lettre C en code morse. Sa portée est de 16 milles nautiques (environ 30 km) pour le feu principal et 12 milles nautiques (environ 22 km) pour le feu de veille.
Identifiant : ARLHS : ITA-112 ; EF-3904 - Amirauté : E2336 - NGA : 11188 .

## Caractéristiques dufeu maritime
Fréquence : 15 s (W-W-W)
- Lumière : 1 seconde
- Obscurité : 2 secondes
- Lumière : 1 seconde
- Obscurité : 8 secondes

### Lien connexe
- Liste des phares de l'Italie